# Interkontinentální pohár 1988
Dvacátý šestý ročník Interkontinentálního poháru se odehrál 11. prosince 1988 na Olympijském stadionu v Tokiu.
Ve vzájemném zápase se střetli vítěz PMEZ v ročníku 1987/88 – PSV Eindhoven a vítěz Poháru osvoboditelů v ročníku 1988 – Nacional Montevideo.

## Zápas
| 11. prosince 1988   |        |                                |                                                |
| Nacional Montevideo | 2 : 2  | PSV Eindhoven                  | Olympijský stadion, Tokio rozhodčí: Jesús Díaz |
| Ostolaza 7', 119'   | report | 75' Romário 110' (pen.) Koeman | Olympijský stadion, Tokio rozhodčí: Jesús Díaz |

|                                                                                   |       | Penaltový rozstřel                                                        |  |
| Lemos Carreño Morán Castro De León de Lima Revelez Pintos Saldanha Ostolaza Gómez | 7 : 6 | Koeman Kieft Gillhaus Romário Lerby Ellerman Valckx Gerets Koot Van Aerle |  |

| Nacional Montevideo | PSV Eindhoven |

## Vítěz
| Interkontinentální pohár 1988 Nacional Montevideo (3. vítězství) |